# Pablo Hasél
Pablo Hasél, pseudonimo di Pablo Rivadulla Duró (Lleida, 9 agosto 1988), è un rapper, scrittore e poeta spagnolo, le cui canzoni e azioni, a sostegno della politica di estrema sinistra, hanno portato a una serie di accuse e condanne penali nel suo Paese.
Nel giugno 2020 è stato condannato a sei mesi di carcere per aver spinto e spruzzato detersivo contro un giornalista di TV3 e a due anni e mezzo per aver preso a calci e minacciato un testimone nel processo a un poliziotto. Il 16 febbraio 2021 è stato incarcerato con una condanna a nove mesi per recidiva in insulti alla monarchia spagnola, insulti all'esercito e alle forze di polizia spagnole e inneggiamento al terrorismo e gruppi vietati. Questo è stato etichettato come un attacco alla libertà di parola da alcuni gruppi sia in Spagna che all'estero, tra cui Amnesty International, e ha portato a numerose proteste e rivolte.

## Biografia
Hasél è nato a Lleida, in Catalogna, il 9 agosto 1988 da Ignacio Rivadulla e Paloma Duró. Il padre di Hasél era un uomo d'affari e presidente della squadra di calcio locale Unió Esportiva Lleida. e sua madre proveniva da una famiglia di avvocati dell'alta borghesia. Il nonno paterno di Hasél era Andrés Rivadulla Buira, tenente dell'esercito di Francisco Franco, noto per aver combattuto i Maquis, i guerriglieri antifranchisti che collaborarono anche in esilio con la resistenza francese, nell'invasione della Val d'Aran.

### Musica
Il nome ufficiale di Hasél è Pablo Rivadulla Duró. Tuttavia, alcuni giornali rendono il suo nome di battesimo come Pau, l'equivalente in lingua catalana dello spagnolo Pablo. Inizialmente utilizzò lo pseudonimo Hasél, in riferimento a un personaggio rivoluzionario di un racconto arabo, prima di adottare Pablo Hasél come nome artistico.
Hasél ha iniziato la sua carriera musicale nel 2006 come rapper. I suoi testi si concentrano sulla critica sociale e anticapitalista.

## Vicende giudiziarie

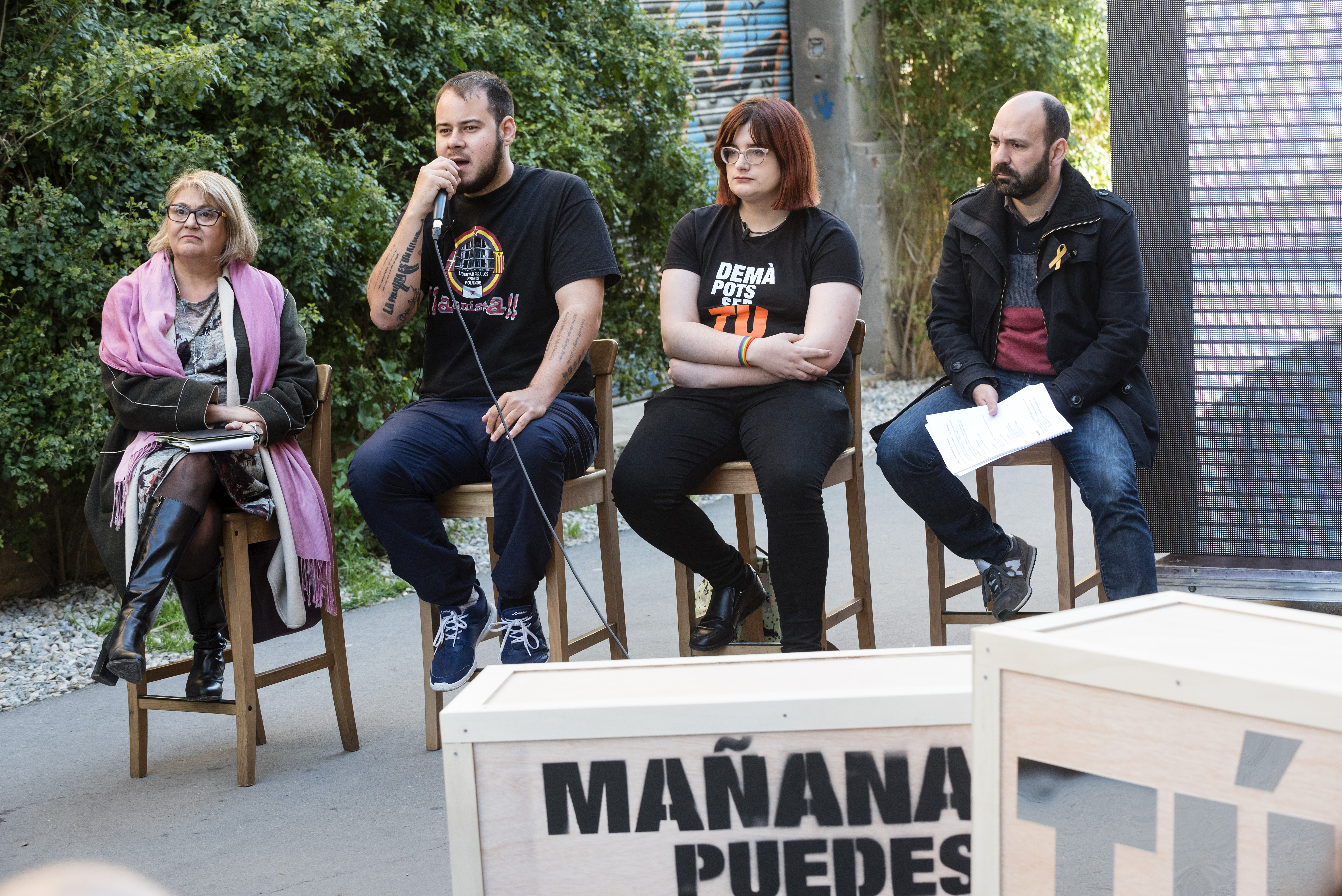
Intervento durante l'incontro "Mañana Puedes Ser Tú" (Domani puoi essere tu), per la libertà di espressione

Nell'ottobre 2011, Hasél è stato arrestato e messo in libertà provvisoria per una canzone intitolata "Democracia su puta madre" in cui elogiava Manuel Pérez Martínez "Camarada Arenas", l'ex segretario generale del PCE(r), condannato a 17 anni di carcere per appartenenza al gruppo terroristico GRAPO (Gruppi di Resistenza Antifascista Primo Ottobre). Nell'aprile 2014, Hasél è stato condannato a due anni di carcere per i testi di dieci canzoni che inneggiavano al GRAPO, all'Euskadi Ta Askatasuna (ETA), la Rote Armee Fraktion e Terra Lliure, e per le minacce a politici di spicco come José Bono, uomo d'affari e politico del PSOE, o Patxi López.
Il tribunale dell'Audiencia Nacional ha sospeso il suo ingresso in carcere per tre anni nel settembre 2019, a condizione che non recidivi, poiché la condanna era inferiore a due anni. Hasél ha violato questa condizione continuando a cantare e a twittare.
Nel maggio 2014, Hasél è stato arrestato per aver fatto parte di un gruppo di circa quindici persone che ha attaccato una bancarella di Lleida Identitària, legata al partito di estrema destra Piattaforma per la Catalogna (PxC).
Nel novembre 2014, Hasél ha pubblicato una canzone intitolata "Menti-ros" che includeva diverse rappresentazioni di sparare, accoltellare o bombardare il sindaco di Lleida, Àngel Ros. È stato accusato di minacce. Nel febbraio 2017 è stato condannato per aver mancato di rispetto all'autorità, dopo che il tribunale ha concluso che la canzone non soddisfaceva la definizione legale di minaccia. Gli è stata inflitta una multa di 530 euro.
Nel giugno 2016, Hasél ha spinto, insultato e spruzzato detersivo contro un giornalista di TV3. Nel giugno 2020 ha ricevuto sei mesi di carcere e una multa di 12.150 euro. Pochi giorni dopo la sentenza del tribunale e in seguito ad essa, un gruppo di sconosciuti ha attaccato la sede di TV3 a Lleida. Nello stesso mese ha ricevuto una condanna a 2 anni e mezzo e 2.500 euro di multa per aggressione e intralcio alla giustizia, ovvero per aver preso a calci e minacciato un testimone nel processo dell'ottobre 2017 contro un poliziotto alla fine assolto per aver aggredito un minore, accusandolo di aver fornito una falsa testimonianza. La sentenza è stata confermata nel 2021, pochi giorni dopo la sua incarcerazione.
In un'intervista del febbraio 2018, Hasél ha difeso il suo sostegno alla Repubblica catalana e ha sviluppato la sua posizione sulla libertà di parola: "Non sarò ipocrita, non difendo la libertà di espressione in astratto. Non difendo la libertà di espressione di un pedofilo o di un nazista che dice che gli omosessuali dovrebbero essere uccisi. Proprio così, mi batto contro questo. [...] Io difendo la libertà di espressione per lottare per i diritti democratici". Successivamente, in un'altra intervista, nel marzo 2018 Hasél ha dichiarato di non riuscire a trovare lavoro a causa delle sue condanne penali che lo hanno escluso dal settore pubblico per dieci anni, e che il suo ultimo lavoro è stato la raccolta dell'uva in Francia.
Nel marzo 2018, Hasél è stato condannato dal Tribunale speciale spagnolo Audiencia Nacional di Madrid a una pena detentiva di due anni e a una multa di 24.300 euro per aver insultato e calunniato la Corona e utilizzato l'immagine del Re (per cui è stato condannato a pagare una multa), per aver insultato e calunniato le istituzioni statali (per cui è stato condannato a pagare una multa); e per il reato di esaltazione del terrorismo, aggravato perché recidivo, per il quale è stato condannato a sette mesi di reclusione per il testo di una canzone e per 64 tweet. La canzone si intitola Juan Carlos el Bobón, che si traduce approssimativamente come Juan Carlos il Clown, un gioco di parole con il nome reale dell'ex re, Juan Carlos de Borbón. Nella canzone, Hasél racconta i numerosi scandali dell'ex re in ordine cronologico. Molti dei suoi 64 tweet incriminati riguardavano in realtà la violenza della polizia e la mancanza di responsabilità in quell'ambito. In uno dei tweet utilizzati nel processo Hasél ha scritto che Joseba Arregi Izagirre, un membro dell'ETA accusato nel 1981, è stato torturato a morte in una prigione di Madrid; l'aver sottolineato questo fatto è stata una parte delle prove utilizzate per sostenere il terrorismo. Un giudice d'appello ha poi ridotto la pena detentiva a nove mesi e un giorno perché i suoi commenti sui social media "non rappresentavano un rischio reale" per nessuno. Questa decisione è stata infine confermata dalla Corte Suprema di Spagna nel maggio 2020; entrambe le sentenze sono state estremamente controverse.
Uno dei giudici del Tribunale speciale spagnolo Audiencia Nacional di Madrid che ha condannato Hasél è Nicolás Poveda Peña, che era un membro attivo della Falange fascista, il movimento politico del dittatore Franco, e si era candidato alle elezioni nelle liste del Partito della Falange - Poveda è stato nominato giudice al quarto turno, cioè senza passare attraverso il processo di competizione per la posizione.
Il 28 gennaio 2021, Hasél ha ricevuto l'ordine di entrare volontariamente in carcere entro dieci giorni per scontare la pena di nove mesi e un giorno. L'ordine è stato reso pubblico dallo stesso artista. Lo stesso giorno il presidente della Corte europea dei diritti dell'uomo (CEDU) di Strasburgo, Róbert Ragnar Spanó, ha lanciato un avvertimento alla Spagna: la dottrina di Strasburgo sui diritti in caso di critiche a ″persone pubbliche″ è ″chiara″, citando altri due casi spagnoli in cui la CEDU ha stabilito che le sentenze spagnole erano state sproporzionatamente dure. Spanó ha spiegato che "i titolari di cariche pubbliche, i ministri, i re - a causa della natura pubblica delle loro funzioni - devono accettare una più ampia gamma di critiche".
Il 6 febbraio un migliaio di persone si sono riunite in Plaza Jacinto Benavente a Madrid in solidarietà con Hasél e in difesa della libertà di espressione e di coscienza, con decine di furgoni antisommossa e polizia armata di fucili davanti al raduno. Il 12 febbraio 2021, giorno in cui scadeva il termine per andare in prigione, Hasél ha pubblicato la canzone Ni Felipe VI, dedicandola ironicamente "al governo progressista [PSOE-Podemos] che ha perpetuato la repressione. Sentendosi nervosi mentre le strade si riempiono per la libertà di espressione, hanno promesso di fare qualcosa, cercando di fermare la mobilitazione, ma solo con questo vinceremo questa lotta". La canzone inizia con un intervento del re spagnolo Felipe VI in cui afferma che "senza libertà di espressione e di informazione non c'è democrazia". Nel primo mese la canzone ha avuto 1,5 milioni di visualizzazioni su Youtube.
Hasél ha rifiutato pubblicamente questo ordine di carcerazione, e alla fine è stato arrestato il 16 febbraio. Hasel, insieme a un gruppo di oltre 50 studenti, si era barricato all'interno dell'edificio del rettorato dell'Università di Lleida per protestare contro la sua condanna. La libertà di Hasél è stata sostenuta da Amnesty International e da una lettera firmata da 300 artisti spagnoli, tra cui Pedro Almodóvar e Javier Bardem, nonché del presidente del Messico Andrés Manuel López Obrador, dell'ex presidente boliviano Evo Morales e del presidente del Venezuela Nicolás Maduro. L'incarcerazione di Hasél ha portato a notti di proteste che hanno coinvolto migliaia di persone in città come Valencia, Madrid e Barcellona. Podemos ha paragonato il caso di Hasél a quello di Valtònyc, un altro rapper spagnolo perseguito dalla magistratura spagnola, fuggito in Belgio nel 2018 dopo una condanna a 3 anni e mezzo di carcere per aver scritto testi di canzoni che, secondo un tribunale, esaltavano il terrorismo e insultavano la monarchia. PEN Català ha pubblicato un comunicato - in collaborazione con l'Accademia Catalana di Musica, l'Associazione degli Scrittori di Lingua Catalana, l'Associazione dei Periodici in Catalano, Editors.cat, la Fira Literal, Freemuse, la Gilda degli Editori Catalani, Llegir en català, Òmnium; in difesa della libertà di espressione e per la liberazione di Hasél.
Il 1º marzo 2021, la Procura ha chiesto altri cinque anni e tre mesi di carcere per Hasél, per gli incidenti avvenuti la notte del 25 marzo 2018 nel tentativo di assalto alla sottodelegazione del Governo a Lleida per protestare contro l'arresto di Carles Puigdemont avvenuto poche ore prima in Germania. Hasél e 10 imputati avevano l'intenzione, secondo la Procura, di disturbare l'operazione di protezione e "accedere all'edificio", simbolo del governo centrale di Lleida. La Procura di Stato è coinvolta nel caso per chiedere il risarcimento dei danni materiali, mentre la Generalitat de Catalunya non ha avviato alcuna azione contro Hasél.
Il 22 marzo 2021 il Consiglio ha pubblicato la lettera del Commissario per i diritti umani (Dunja Mijatović) indirizzata al Ministro della Giustizia spagnolo. In essa si affermava che - oltre alla mancanza di chiarezza giuridica - i tribunali spagnoli di Madrid non avevano spiegato in questi casi se la denunciata "glorificazione del terrorismo comportasse davvero il rischio di un pericolo reale, concreto e immediato". Solo in questo caso la legislazione antiterrorismo potrebbe essere usata per limitare la libertà di espressione. Per quanto riguarda le accuse di lèse-majesté, ha sottolineato che le possibilità di limitare la libertà di espressione sono molto limitate, "soprattutto quando si tratta di politici, funzionari pubblici e altre figure pubbliche". Ha chiesto modifiche legislative "complete" per rafforzare la libertà di espressione in linea con la Convenzione europea dei diritti dell'uomo. Anche la Commissione europea per la democrazia attraverso il diritto (Commissione di Venezia) ha chiesto alla Spagna di riformare la legge sulla sicurezza dei cittadini del 2015 a causa del suo potenziale repressivo.
Nel novembre 2023, la Corte europea dei diritti dell'uomo ha respinto l'istanza di Pablo Hasél contro la Spagna, ritenendo che la sua condanna fosse proporzionale, basata su motivi pertinenti e sufficientemente solidi e rispondesse a un bisogno sociale pressante. L'istituzione ha anche ricordato che il suo rinvio in carcere era dovuto alle sue condanne consecutive e ha sottolineato che era stato appena condannato a una multa per le sue dichiarazioni su Juan Carlos I di Spagna.

## Proteste in suo supporto
Nei giorni e nelle settimane successive al suo arresto, si è verificata un'ondata di proteste nelle città della Catalogna e del resto della Spagna. I danni a Barcellona sono stati stimati in 1,5 milioni di euro. Sono stati segnalati episodi di violenza in diverse città. Quasi 200 persone sono state arrestate, 200 ferite, un giornalista della Reuters e una donna di 19 anni, che ha perso un occhio, sono stati tra le vittime dei proiettili di schiuma sparati dagli agenti dei Mossos d'Esquadra sulla folla. Il 1º marzo, un gruppo di anziani si è incatenato al palazzo della Paeria, il municipio di Lleida, chiedendo "la fine della repressione dei giovani" e il licenziamento dai Mossos d'Esquadra degli agenti responsabili di azioni illecite.

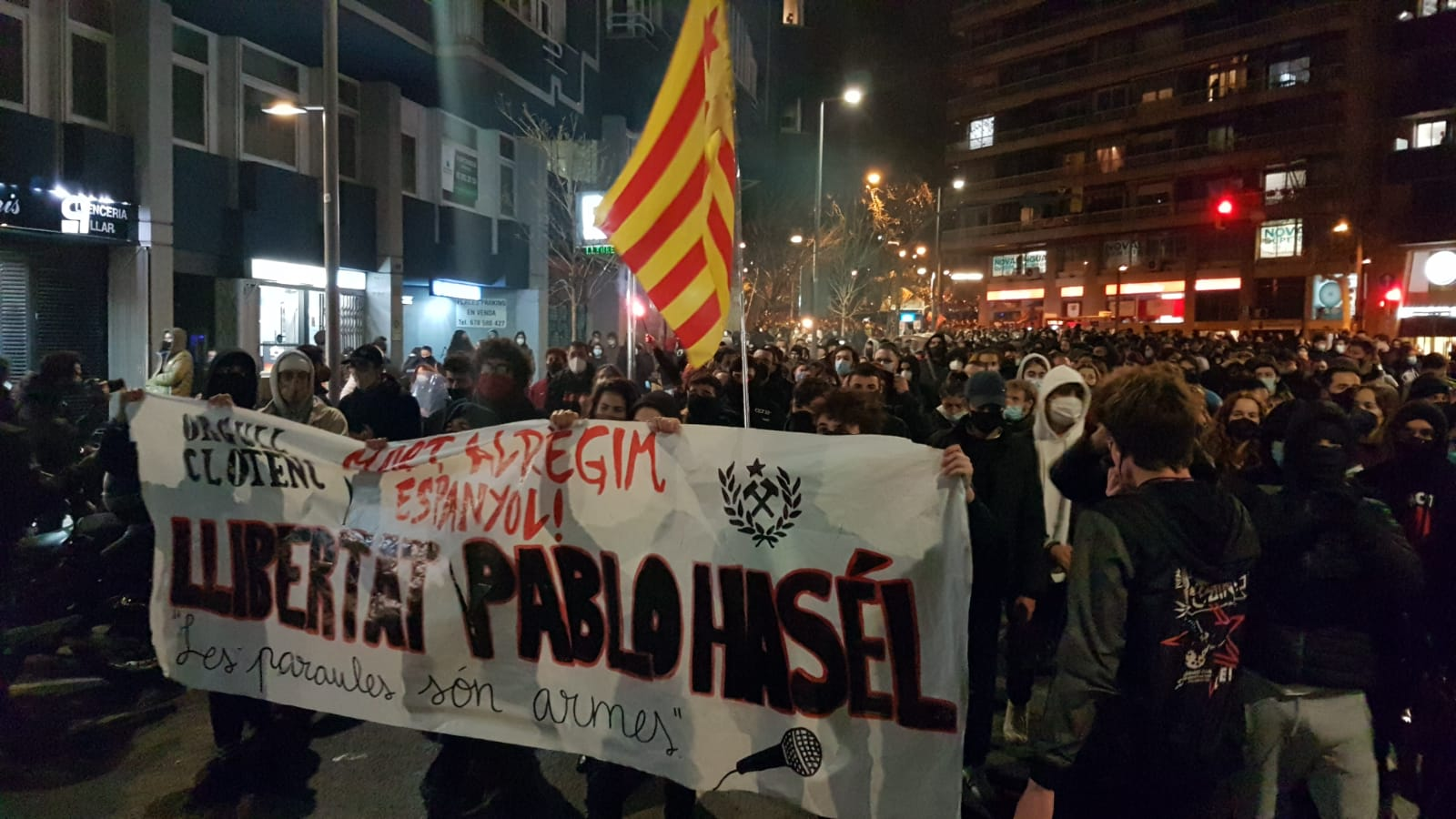
Manifestazione alla Riera di Cassoles di Barcellona per la libertà di Pablo Hasél, il 16 febbraio 2021
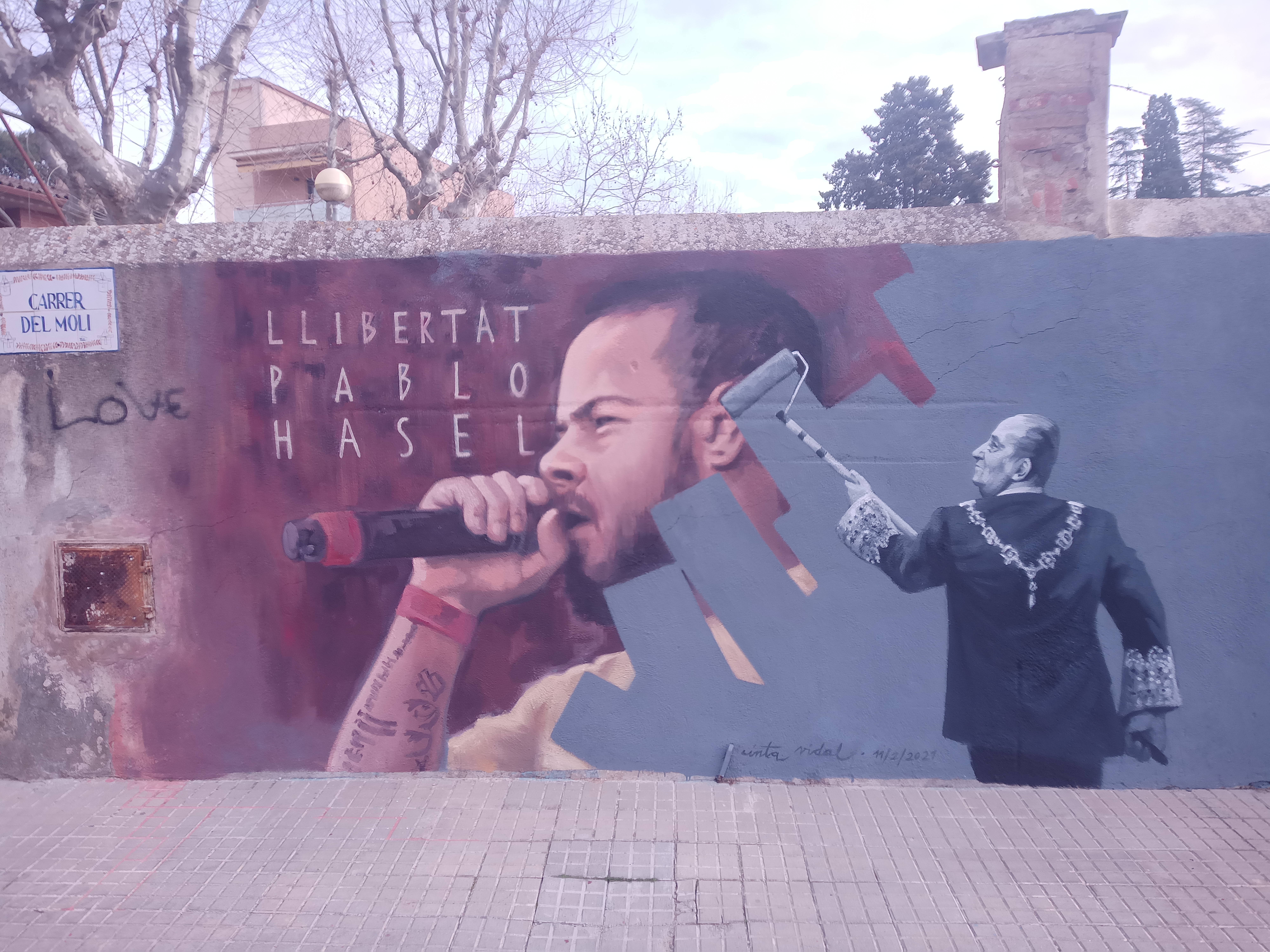
Murale per Pablo Hasél, realizzato a Cardedeu (Vallès Oriental)
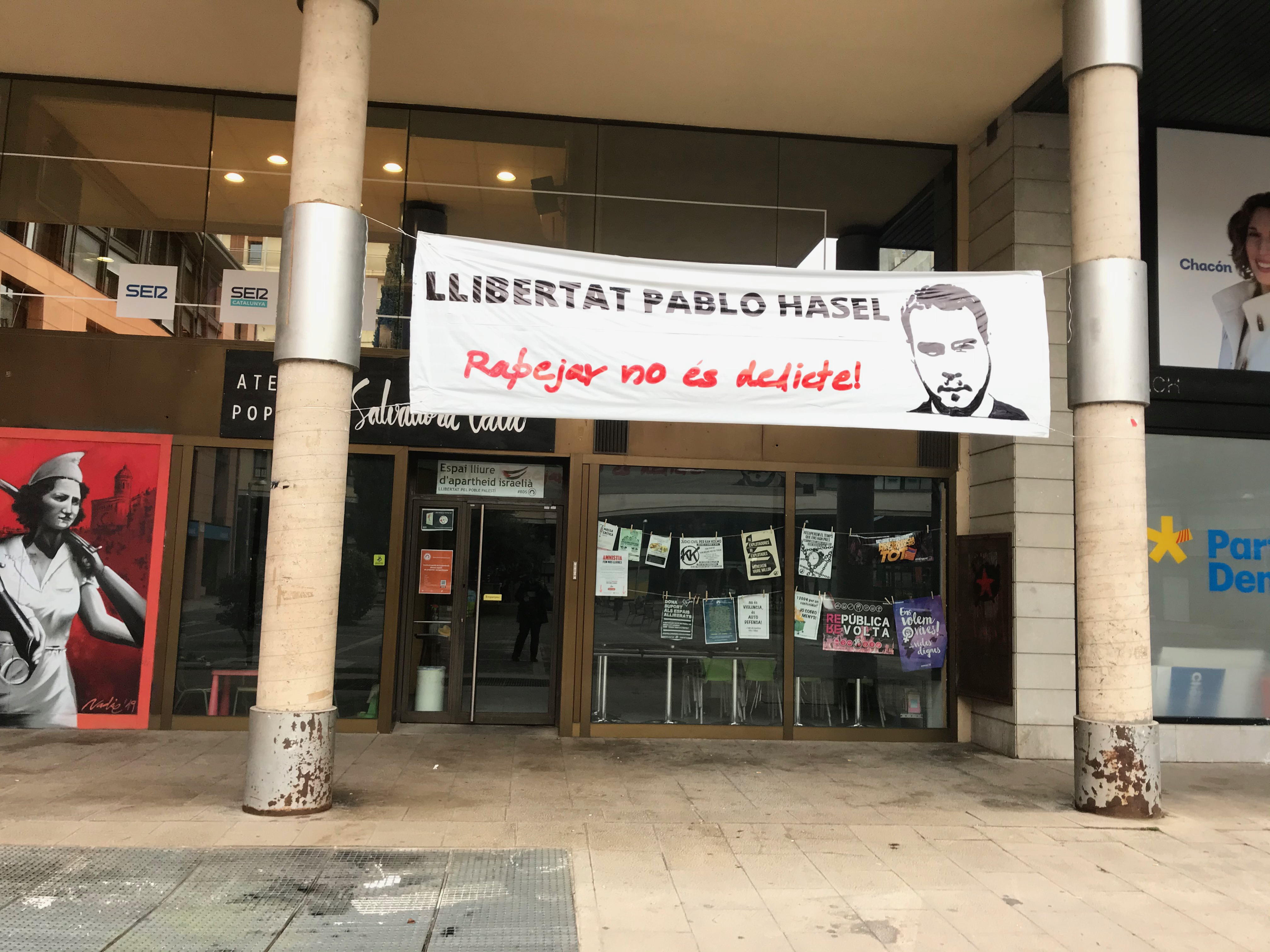
Striscione per Pablo Hasél a Girona, davanti all'Ateneo Popolare Salvadora Catà
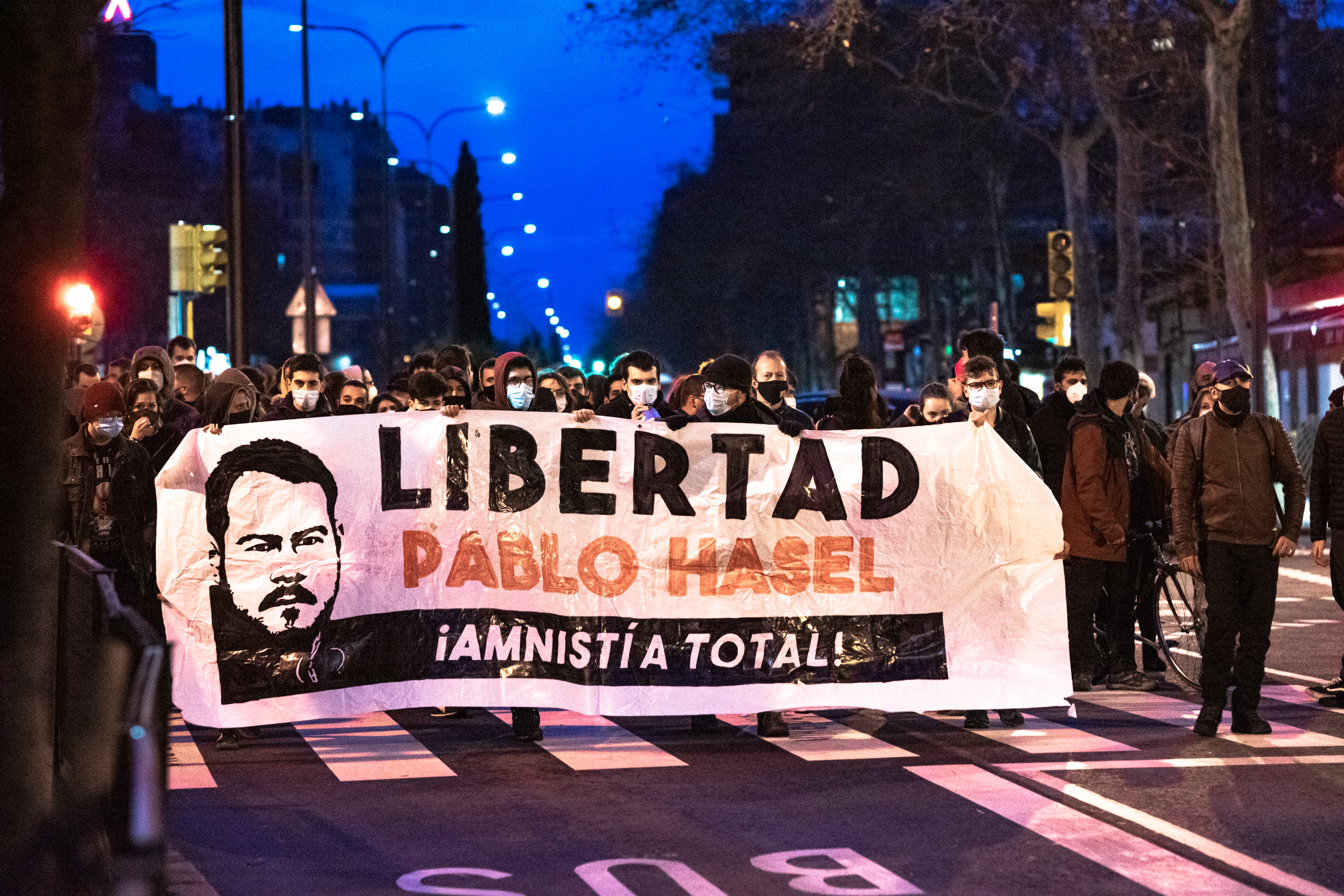
Poco prima di entrare in carcere, un centinaio di manifestanti ha chiesto l'amnistia per Pablo Hasél a Saragozza
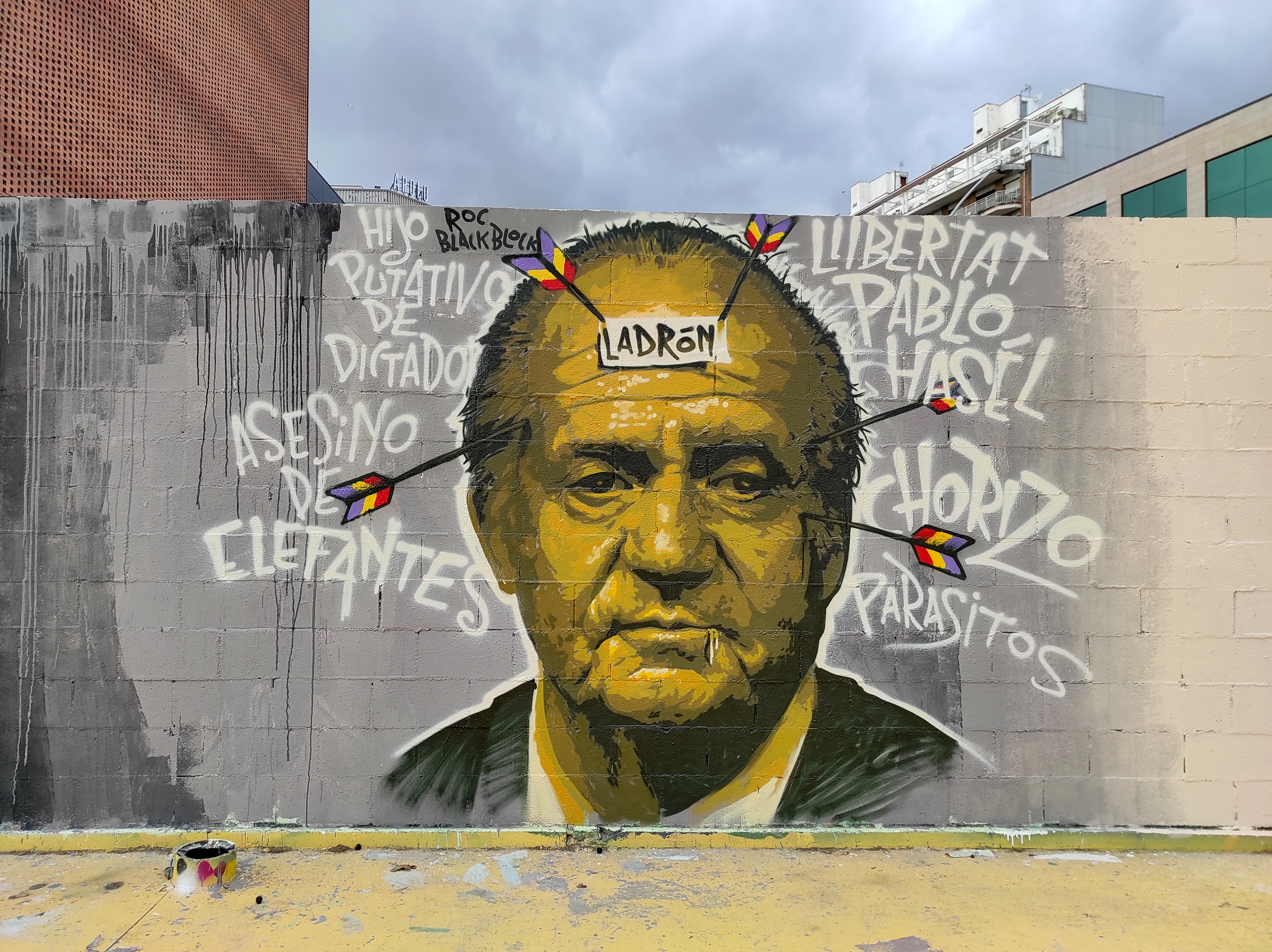
Murale per la libertà di espressione e in solidarietà a Pablo Hasél

## Discografia

### Solo
- Esto no es el paraíso (2005)
- Miedo y asco en Ilerda (ripubblicato con il titolo Ilerda rima con mierda) (2007)
- Trastorno Tripolar (2007)
- Desde el abismo se goza de las mejores vistas (2008)
- No me joda doctor (2008)
- Recital de ideales/No me joda Doctor (2008)
- En ningún lugar pero aquí (2008)
- Descuartizando resacas (2009)
- Quemando la vida (with Kaktan) (2009)
- Cuando el tiempo no nos tocaba las ilusiones (2009)
- Se lo vomite al viento mientras ella se drogaba con otro (2010)
- Inéditas por culpa de Aileen Wuornos (2010)
- Banquete de larvas (2010)
- Siempre perdidos 1 (2010)
- Siempre perdidos 2 (2010)
- El Che disparaba (2011)
- Solos en medio del misterio infinito (2011)
- Polvo y ceniza (2011)
- Un café con Gudrun Ensslin (2011)
- El infierno sería verlos más allá (2011)
- Crucificado en tu clítoris (2011)
- Besos cortados con coca (2011)
- Canciones supervivientes al registro policial (2012)
- La tortura placentera de la luna: algunas canciones inéditas (2012)
- Escribiendo con Ulrike Meinhof (2012)
- Empezar de bajo 0: Algunos poemas grabados (2012)
- La noche que supe que hay laberintos sin salida (2012)
- Poemas de presos políticos comunistas (2012)
- Los gusanos nunca volarán (inéditas) (2012)
- La muerte nos obligó a vivir (2012)
- Sigue desnudándose la dictadura del capital (2013)
- Por mera supervivencia (inéditas) (2013)
- Por mera supervivencia II (inéditas) (2013)
- Por mera supervivencia III (inéditas) (2013)
- Exprimiendo el corazón (inéditas) (2013)
- Tarde o temprano Venceremos (2014)
- Mientras me asesina el tiempo (inéditas) (2014)
- Por escapar de la oscuridad (inéditas) (2014)
- A Orillas Del Segre (2014)
- Cafeína e imaginación (inéditas) (2015)
- Burlando al dolor (2015)
- Boicot Activo (2015)
- Hasta el fin de mis días (2015)
- Resistir hasta vencer (2016)
- Esto ya ni desahoga (inéditas) (2016)
- Fuerte fragilidad (2017)
- Perdidos en el infinito (with Nyto Rukeli) (2017)
- El interrogatorio del atardecer (2018)
- La voz no puede encerrarse (2018)
- Ha llovido mucho (2019)
- Semillas de libertad (2019)
- Haciéndome la autopsia (2020)
- La inmolación de las entrañas (2020)
- Canciones para la revuelta y la soledad (2020)
- ¡Hay que pararlos! (2021)

### Prozaks (feat. Cíniko)
- Recital de ideales/No me joda Doctor (2008)
- A Orillas Del Segre (2014)

### Magmah (feat. Zyon Revol "Frankie Brown")
- En ningún lugar pero aquí (2008)

### Las resakas (feat. Marc Hijo de Sam)
- Las resakas: Besos cortados con coca (2011)
- La muerte nos obligó a vivir (2012)